# Dimitri Ramothe
Dimitri Ramothe (Baie-Mahault, Isla de Guadalupe, 8 de septiembre de 1996) es un futbolista de Isla de Guadalupe que juega en la posición de centrocampista con el Amical Club Marie Galante de la División de Honor de Guadalupe.

## Carrera

### Club
Debutó con el Amical Club Marie Galante en 2016, equipo con el que ganó el campeonato nacional por primera vez en 2019 y la copa nacional dos años después.

### Selección nacional
Ramothe debutó con Guadalupe el 7 de septiembre de 2019 en la victoria por 5-1 sobre Sint Maarten por la Liga de Naciones de la Concacaf 2019-20, partido en el que anotó su primer gol internacional al minuto seis. Ramothe jugó todos los partidos en el torneo donde anotó tres goles y logró el ascenso a la Liga, además de la clasificación para la ronda preliminar de la Copa de Oro de la Concacaf 2021.

## Logros
- División de Honor de Guadalupe (1): 2019
- Copa de Guadalupe (1): 2021